# I Cry When I Laugh
I Cry When I Laugh é o álbum de estúdio de estreia da cantora e compositora britânica Jess Glynne. O seu lançamento ocorreu em 21 de agosto de 2016 no Reino Unido e em 11 de setembro de 2015 nos Estados Unidos através do selo da Atlantic Records e da Warner Music Group. I Cry When I Laugh foi gravado em um período de três anos, com Glynne trabalhando com diversos produtores. Após o lançamento, o disco recebeu críticas mistas de críticos musicais, mas teve um desempenho comercial positivo, alcançando o número um nas paradas do Reino Unido e da Escócia e o top 10 na Austrália, Holanda, Irlanda e Itália. Nos Estados Unidos, o álbum atingiu a 25ª posição da Billboard 200, onde permaneceu por mais 12 semanas.
O álbum foi precedido pelos sucessos dos singles "Right Here" e "Real Love", ambos no top 10 das paradas britânicas, e por "Hold My Hand" e "Don't Be So Hard on Yourself", ambos número um no Reino Unido. O quinto single, "Take Me Home", foi lançado oficialmente em 3 de novembro de 2015 como a música oficial da campanha Children in Need, da BBC. A versão deluxe inclui também as colaborações "Rather Be" (com Clean Bandit), "My Love" (com Route 94) e "Not Letting Go" (com Tinie Tempah) que também foram número um no Reino Unido. A digressão Ain't Got Far To Go Tour promoveu o disco entre setembro e novembro de 2015 ao redor dos Estados Unidos e do Reino Unido e foi sucedida pela Take Me Home Tour, que passou por diversas arenas no Reino Unido entre novembro de 2016 e agosto de 2017.

## Antecedentes
Em agosto de 2013, Jess Glynne assinou um contrato com a Atlantic Records, fazendo com que, consequentemente, deixasse de vez seu emprego como gestora de marca em uma empresa de bebidas. Nesse mesmo ano, o produtor Route 94 abordou Jess Glynne para reescrever e dar voz para uma música sua, intitulada "My Love", que na época continha uma amosta que ele estava proibido de usar. Foi lançada na compilação da DJ irlandesa Annie Mac, Annie Mac Presents, em outubro de 2013, e levou ao descobrimento da cantora pelo grupo britânico Clean Bandit, que ouviu a canção e convidou Glynne para participar da canção "Rather Be". Lançada como single em janeiro de 2014, "Rather Be" estreou em número um no UK Singles Chart, tornando-se o terceiro single mais vendido e música mais tocada nos serviços de streaming do ano. A faixa alcançou o número um e esteve entre as cinco melhores posições nas paradas em toda a Europa e Oceania, além ter sido uma das dez canções mais vendias no Billboard Hot 100 dos Estados Unidos. Em fevereiro de 2014, a colaboração com Route 94, "My Love", foi lançada oficialmente como single e também estreou no topo das paradas britânicas.

## Singles

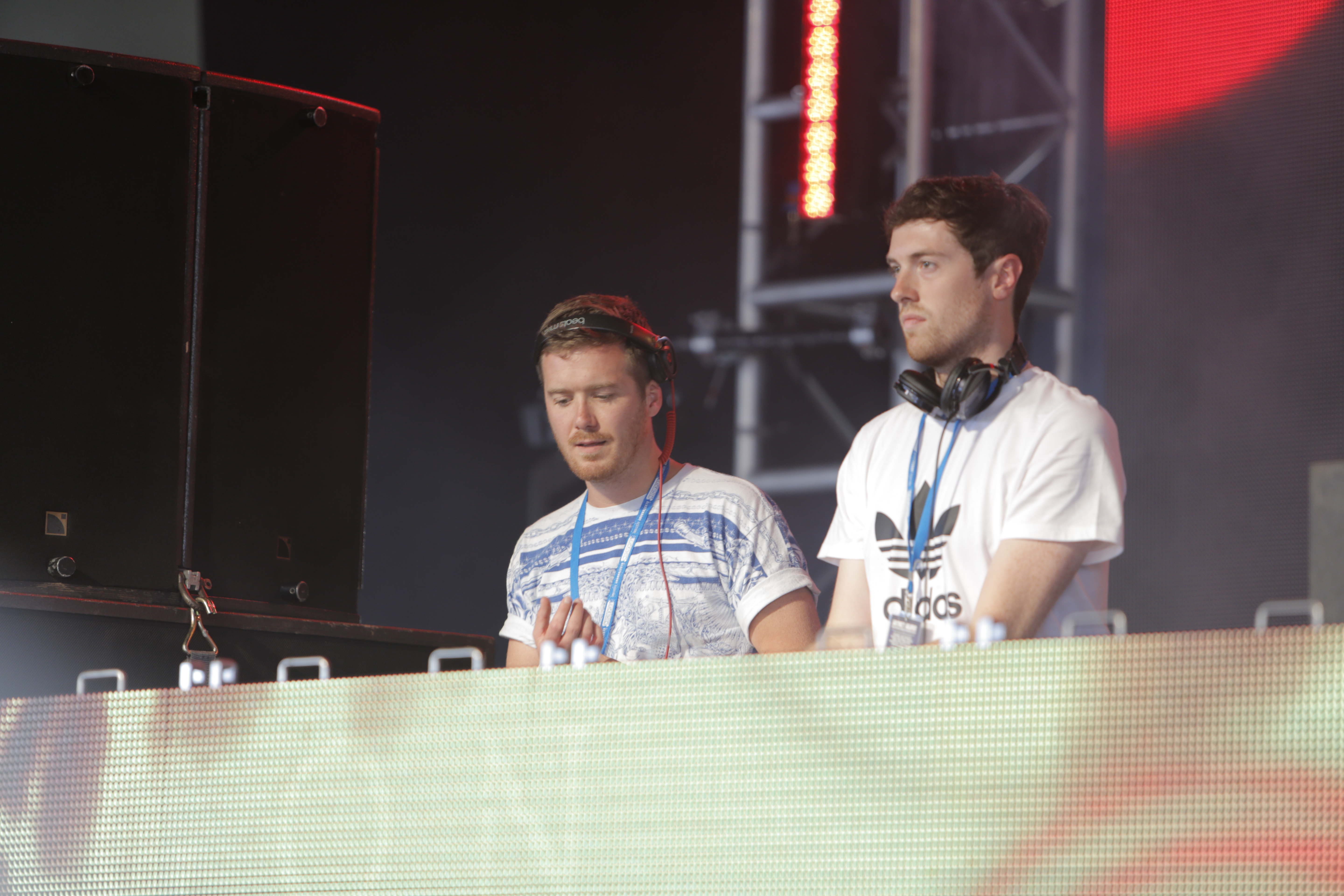
Críticos elogiaram a parceria entre Glynne e Gorgon City no carro-chefe do disco, "Right Here".

Selecionado para ser o carro-chefe do álbum I Cry When I Laugh, "Right Here" foi lançada em 6 de julho de 2014 e foi recebida positivamente pela crítica que considerou a canção "um pouco mais discreta" em comparação às parcerias de Glynne lançadas anteriormente, como "Rather Be" com Clean Bandit e "My Love" com Route 94, as quais haviam alcançado o número um das paradas britânicas no início do ano. A faixa estreou na 6ª posição do UK Singles Chart e entrou para o top dez da Bélgica e da Escócia. "Right Here" acabou sendo certificada com um disco de outro pela British Phonographic Industry (BPI). "Real Love", outra colaboração com o grupo Clean Bandit, foi lançada como segundo single em 16 de novembro de 2014. Ela alcançou o segundo lugar nas tabelas musicas do Reino Unido e da Alemanha.
Em sequência, "Hold My Hand" foi divulgada como a terceira canção de trabalho de I Cry When I Laugh em 22 de março de 2015. A canção debutou em primeiro lugar no Reino Unido, sendo este considerado seu primeiro número um como artista solo. Apesar de ter ficado entre o top 20 na maioria das paradas, "Hold My Hand" também alcançou a primeira posição na Bélgica e na Escócia. "Don't Be So Hard on Yourself" foi lançada como o quatro single do disco. Divulgada em 14 de agosto de 2015, deu à Glynne seu quinto single número um após o sucesso de "Not Letting Go" em colaboração com Tinie Tempah, fazendo com que a cantora se tornasse a segunda mulher britânica a deter tais méritos atrás somente de Cheryl Cole, passando cantoras como Rita Ora e Geri Halliwell. Um videoclipe para a faixa "Take Me Home", sexto single do álbum, foi publicado em 30 de outubro de 2015, sendo a música oficial da campanha Children in Need do ano de 2015. Por fim, "Ain't Got Far To Go" foi lançada como a última canção de trabalho de I Cry When I Laugh em 4 de janeiro de 2016.

### Outras músicas
- "Rather Be" foi lançada em 17 de janeiro de 2014 no álbum de estreia do grupo Clean Bandit, New Eyes. O hit alcançou o topo das paradas britânicas e foi a segunda música mais rapidamente vendida em 2014.[13]
- "My Love" é o single de estreia do produtor Route 94. Foi lançado no dia 28 de fevereiro de 2018 e conquistou o número um nas paradas britânicas. A versão acústica de "My Love" foi lançada mais tarde, em 27 de maio de 2015.
- "Not Letting Go" foi lançada em 19 de junho de 2015 como o carro-chefe do terceiro álbum de estúdio de Tinie Tempah, Youth.[14] A canção debutou em primeiro lugar nas paradas britânicas, tornando-se o quatro número um da cantora no Reino Unido.
- "Why Me" foi disponibilizada para download em 31 de julho de 2015.

## Lista de faixas
| N.º            | Título                              | Compositor(es)                                                                                          | Produtor(es)                     | Duração |  |
| 1.             | "Strawberry Fields (Intro)"         | Jess Glynne, Knox Brown                                                                                 | Knox Brown                       | 1:21    |  |
| 2.             | "Gave Me Something"                 | Glynne, Brown, Fin Dow-Smith, Janée "Jin Jin" Bennett                                                   | Starsmith, Brown                 | 3:27    |  |
| 3.             | "Hold My Hand"                      | Glynne, Bennett, Jack Patterson, Ina Wroldsen                                                           | Starsmith, Patterson             | 3:47    |  |
| 4.             | "Real Love" (com Clean Bandit)      | Glynne, Bennett, Patterson, Grace Chatto, Robert Harvery, Richard Boardman, Cleo Tighe, Sarah Blanchard | Clean Bandit, Starsmith, The Six | 3:55    |  |
| 5.             | "Ain't Got Far to Go"               | Glynne, Brown, Bennett, Dow-Smith                                                                       | Starsmith, Brown                 | 3:23    |  |
| 6.             | "Take Me Home"                      | Glynne, Steve Mac, Wayne Hector, Nick Tsang                                                             | Steve Mac                        | 4:25    |  |
| 7.             | "Don't Be So Hard on Yourself"      | Glynne, Hector, Tom Barnes, Pete Kelleher, Ben Kohn                                                     | TMS                              | 3:31    |  |
| 8.             | "You Can Find Me"                   | Glynne, Talay Riley, Dow-Smith                                                                          | Starsmith                        | 3:27    |  |
| 9.             | "Why Me"                            | Glynne, Brown                                                                                           | Knox Brown                       | 3:31    |  |
| 10.            | "Love Me"                           | Glynne, Brown, Bennett                                                                                  | Knox Brown                       | 3:37    |  |
| 11.            | "It Ain't Right"                    | Glynne, Dow-Smith, James Newman                                                                         | Starsmith                        | 4:01    |  |
| 12.            | "No Rights No Wrongs"               | Glynne, Brown, Bennett, Dow-Smith, Jonny Coffer, Newman                                                 | Brown, Starsmith                 | 4:02    |  |
| 13.            | "Saddest Vanilla" (com Emeli Sandé) | Glynne, Emeli Sandé, Shahid Khan                                                                        | Naughty Boy                      | 4:01    |  |
| 14.            | "Right Here"                        | Glynne, Matthew Robson-Scott, Kye Gibbon, Bennett                                                       | Gorgon City                      | 3:40    |  |
| Duração total: | Duração total:                      | Duração total:                                                                                          | Duração total:                   | 49:52   |  |

| Faixas bônus da edição deluxe do Reino Unido e da Irlanda |                                                 |                                                                                               |                        |         |  |
| N.º                                                       | Título                                          | Compositor(es)                                                                                | Produtor(es)           | Duração |  |
| 15.                                                       | "Home"                                          | Glynne, Bennett, Bless Beats                                                                  | Bless Beats            | 3:39    |  |
| 16.                                                       | "Bad Blood"                                     | Glynne, Bennett, Bless Beats, Big Shizz                                                       | Bless Beats, Big Shizz | 3:09    |  |
| 17.                                                       | "My Love" (Acústica)                            | Glynne, Mac, Rowan Jones                                                                      | Mac                    | 3:02    |  |
| 18.                                                       | "Not Letting Go" (Tinie Tempah com Jess Glynne) | Glynne, Patrick Okogwu, Jermaine Jackson, Bless Beats, Bennett, Krishane Murray, Lewis Jankel | Bless Beats, Shift K3Y | 3:51    |  |
| 19.                                                       | "Rather Be" (Clean Bandit com Jess Glynne)      | Patterson, James Napier, Nicole Marshall, Chatto                                              | Chatto, Patterson      | 3:47    |  |
| 20.                                                       | "My Love" (Route 94 com Jess Glynne)            | Glynne, Jones                                                                                 | Jones                  | 4:22    |  |
| Duração total:                                            | Duração total:                                  | Duração total:                                                                                | Duração total:         | 71:42   |  |

## Recepção

### Desempenho comercial
I Cry When I Laugh estreou em  número um no UK Albums Chart com um total de 60 mil cópias vendidas, dando a Glynne o segundo álbum de estreia mais vendido de 2015, atrás apenas do cantor James Bay com Chaos and the Calm. O álbum alcançou o top 10 na Irlanda, Austrália, Itália e Holanda. Também atingiu o número 25 na Billboard 200 dos Estados Unidos.
O álbum também recebeu certificado de platina pela British Phonographic Industry (BPI) pelas vendas de 583 mil cópias no Reino Unido em 2015. Desde então, recebeu o certificado de platina tripla pelas vendas acima de 900 mil cópias.

### Posições
| Tabela musical (2015-16)                               | Melhor posição |
| ------------------------------------------------------ | -------------- |
| Austrália (ARIA Charts)                                | 7              |
| Áustria (Ö3 Austria Top 40)                            | 46             |
| Bélgica (Ultratop 50 de Flandres)                      | 22             |
| Bélgica (Ultratop 40 da Valônia)                       | 7              |
| Canadá (Canadian Albums Chart)                         | 84             |
| Escócia (The Official Charts Company)                  | 1              |
| Espanha (Productores de Música de España)              | 63             |
| Estados Unidos (Billboard 200)                         | 25             |
| França (Syndicat National de l'Édition Phonographique) | 106            |
| Hungria (Magyar Hanglemezkiadók Szövetsége)            | 26             |
| Irlanda (Irish Recorded Music Association)             | 3              |
| Itália (Federazione Industria Musicale Italiana)       | 10             |
| Japão (Oricon)                                         | 63             |
| Nova Zelândia (NZ Top 40 Albums)                       | 36             |
| Países Baixos (MegaCharts)                             | 6              |
| Reino Unido (UK Albums Chart)                          | 1              |
| Suíça (Schweizer Hitparade)                            | 13             |

| Tabela musical (2014)         | Posição |
| ----------------------------- | ------- |
| Reino Unido (UK Albums Chart) | 7       |
| Tabela musical (2016)         | Posição |
| Reino Unido (UK Albums Chart) | 9       |
| Tabela musical (2017)         | Posição |
| Reino Unido (UK Albums Chart) | 75      |

| País (Empresa)        | Certificação |
| --------------------- | ------------ |
| Canadá (Music Canada) | Ouro         |
| Reino Unido (BPI)     | 3× Platina   |

## Histórico de lançamento
| País           | Data                   | Formato             | Gravadora               |
| -------------- | ---------------------- | ------------------- | ----------------------- |
| Alemanha       | 16 de outubro de 2015  | CD download digital | Atlantic Records Warner |
| Canadá         | 11 de setembro de 2015 | CD download digital | Atlantic Records Warner |
| Estados Unidos | 11 de setembro de 2015 | CD download digital | Atlantic Records Warner |
| França         | 23 de outubro de 2015  | CD download digital | Atlantic Records Warner |
| Irlanda        | 21 de agosto de 2015   | CD download digital | Atlantic Records Warner |
| Reino Unido    | 21 de agosto de 2015   | CD download digital | Atlantic Records Warner |